# Azerbaiyán en los Juegos Olímpicos de Vancouver 2010
Azerbaiyán estuvo representado en los Juegos Olímpicos de Vancouver 2010 por dos deportistas, un hombre y una mujer, que compitieron en esquí alpino.
El equipo olímpico azerbaiyano no obtuvo ninguna medalla en estos Juegos.